# 1938 aux États-Unis

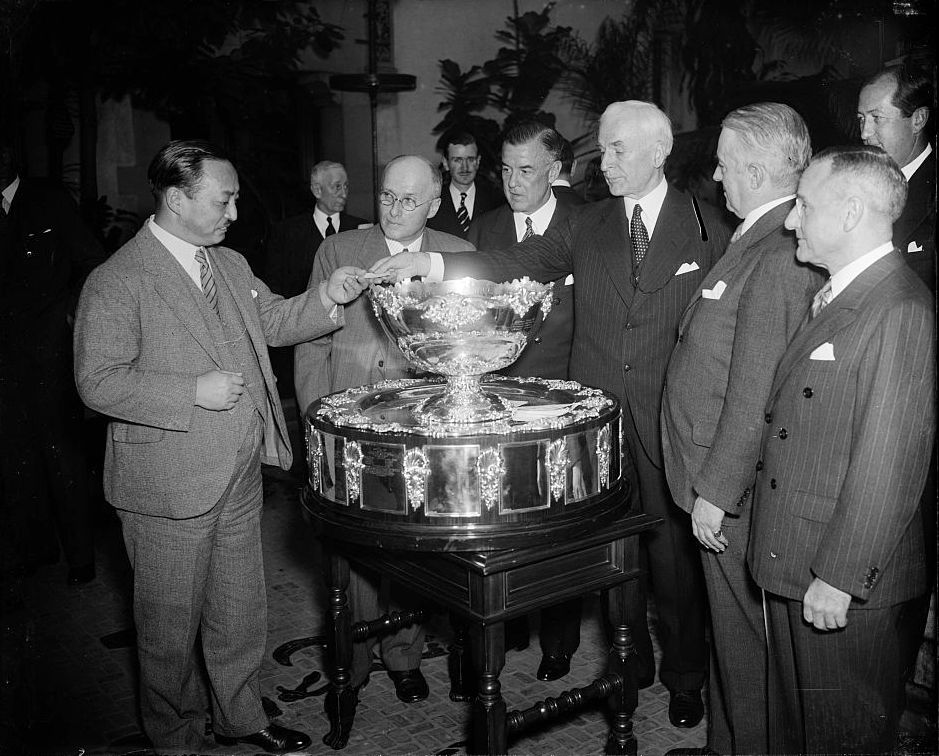
Coupe Davis de 1938

Pour des articles plus généraux, voir Chronologie des États-Unis et 1938.
Chronologie des États-Unis
- 1934
- 1935
- 1936
- 1937
- 1938
- 1939
- 1940
- 1941
- 1942

Cette page concerne des événements d'actualité qui se sont produits durant l'année 1938 du calendrier grégorien aux États-Unis.

## Événements
- 16 février : nouvel Agricultural Adjusment Act (A.A.A.). Quotas de mise en vente des produits agricoles, rapprochement des prix de la parité grâce à des indemnités compensatoires, prêts contre les excédents de récoltes stockables.
- 24 mars : les humoristes Abbott et Costello lancent le sketch Who's on First? sur une radio à audience nationale[1].
- 11 avril : l’acteur Jackie Coogan dépose plainte contre sa mère et son beau-père pour récupérer l’argent perçu au cours de sa carrière quand il était enfant et obtient gain de cause. Le California Child Actor's Bill est adoptée par l’État de Californie en 1939 en réponse à la situation des acteurs avant leur majorité[2].
- 17 mai : adoption du Naval Act par le Congrès, visant à accroitre les capacités de la flotte de l'US Navy de 100 000 tonnes avec le lancement de la construction de 6 navires supplémentaires. 60 millions de $ sont alloués au projet.
- 20 mai : service postal aérien entre New York et Marseille mis en service par la Pan American.
- 23 juin : stricte réglementation du transport aérien par une instance fédérale, le Civil Aeronautics Board (1938-1978). Cet organisme s’efforce de minimiser la concurrence, de geler le statu quo au profit des grandes compagnies, ce qui engendre des tarifs élevés.
- 25 juin : 
  - Wages and Hours Act ou Fair Labor Standards Act. La loi fixe un salaire minimum sur le plan fédéral, des horaires maxima (48 h par semaine) et interdit définitivement du commerce inter-États le produit du travail des enfants.
  - Federal Food, Drug, and Cosmetic Act[3]. Cette nouvelle loi vient renforcer les pouvoirs et les moyens d'expertise de l'administration fédérale et en particulier de la FDA en matière d'autorisation de mise sur le marché (AMM) des médicaments et produits cosmétiques. Elle fait suite au scandale d'empoisonnement survenu l'année passée.
- 11 juillet : début de la série radiophonique américaine « Mercury Theater on the Air », mettant en vedette Orson Welles à la CBS.
- 14 septembre : ouverture de la 49-Mile Scenic Drive route touristique à San Francisco.
- 21 septembre : l’ouragan de Nouvelle-Angleterre ravage les côtes de Nouvelle-Angleterre, tuant près de 700 personnes. Les dégâts sont estimés à 500 000 $US (au cours de 1938).
- 30 octobre : l’adaptation radiophonique de La Guerre des mondes de H. G. Wells par Orson Welles provoque la panique des auditeurs. L’invasion des extraterrestres est d’un tel réalisme que des milliers de gens prennent panique et fuient leur domicile.
- Novembre : les républicains gagnent 81 sièges à la Chambre des Représentants et 7 sièges au Sénat lors des élections de mi-mandat pour le renouvellement du Congrès.
- L’aggravation de la récession conduit Roosevelt à ré-augmenter les dépenses des travaux publics : 8,5 milliards de dollars de dépenses fédérales. Les nouvelles hausses fiscales augmentent les recettes à 6,5 milliards de dollars. 2 milliards de dollars de déficit.
- Forte restriction des dépenses militaires : 1,4 % du PIB est consacré à la défense.